# Fixatie disparatie
Fixatie disparatie is de toestand waarbij het punt waarnaar gekeken wordt niet op de corresponderende positie van beide netvliezen valt. De vervolgens kleine verschuiving van het beeld wordt door de hersenen opgevangen. Dit heet sensorische fusie. Het is een normaal fenomeen. Klachten kunnen echter ontstaan als iemand niet in staat is de ontstane verschuiving te compenseren middels sensorische fusie. Mogelijke klachten zijn hoofdpijn, vermoeidheidsklachten, moeite met lezen en concentratieproblemen. Vlak na een periode van rust lukt bijvoorbeeld schoolwerk wel, maar naarmate de dag vordert wordt dat moeilijker of houdt het helemaal op. Het niet goed kunnen verwerken van (eventueel vergrote) fixatie disparatie is een vorm van scheelzien. Een deel van de mensen waarbij de diagnose dyslexie gesteld wordt, hebben een probleem met het verwerken van fixatie disparatie.

## Bij normaal functioneren van de ogen
De mens heeft twee ogen die elk één beeld van de omgeving doorgeven aan de hersenen. In de eerste plaats wordt door het aansturen van de oogspieren zoveel mogelijk op één punt gefixeerd. Dit noemen we motorische fusie. De ogen staan echter niet altijd exact op hetzelfde punt gericht. Dit betekent dan ook dat de beelden iets verschoven ten opzichte van elkaar in de hersenen binnenkomen. Deze kleine beeldverschuiving wordt fixatie disparatie genoemd. Deze twee beelden moeten door de hersenen samengevoegd worden tot één beeld.  Dit samenvoegen van de twee beelden tot één beeld wordt sensorische fusie genoemd. 
De ogen bewegen voortdurend om alles om ons heen te kunnen volgen, veraf en dichtbij. De hersenen moeten de oogspieren constant aansturen om de twee ogen op de juiste plek te richten en de beelden in het brein elkaar te laten overlappen, zodat sensorische fusie kan plaatsvinden. De beelden kunnen dan exact op elkaar vallen of licht verschoven (fixatie disparatie). Motorische en sensorische fusie vullen elkaar aan. Fixatie disparatie is een van de terugkoppelmechanismen van de oogstand naar de hersenen over hoeveel de motorische fusie de ogen nog moet bijsturen om één beeld te krijgen en te behouden. Daardoor kan, als de sensorische fusie niet voldoet er overmatig "zoeken naar de juiste stand" plaatsvinden door de oogspieren
Fixatie disparatie is een normaal onderdeel van de samenwerking tussen de ogen. De wijze waarop fixatie disparatie tot stand komt en hoe het invloed heeft op de motorische fusie kan normaal of afwijkend zijn. Dit kan onderzocht worden door middel van fixatie disparatie onderzoek.

## Ontwikkeling van binoculair zien en fixatie disparatie
Het binoculaire zien ontwikkelt zich met name in de eerste levensjaren, waarbij de eerste twee de belangrijkste zijn. In deze periode ontwikkelt zich ook de verwerking van de fixatie disparatie als onderdeel van het binoculair zien. Onder invloed van onder andere een afwijkende oogstand, een refractie(oogsterkte) afwijking kan het binoculair zien zich afwijkend ontwikkelen. Bij de ontwikkeling van afwijkende fixatie disparatie speelt erfelijkheid mogelijk een rol.

## Mogelijk ontstaan van klachten
Er zijn nog geen aanwijsbare oorzaken van een verstoorde fixatie disparatie aangetoond. 
Bij de geboorte is er nog geen automatische koppeling tussen het scherpstellen van de ooglenzen en het richten van beide ogen op het punt van scherpstelling. Na ongeveer 6 maanden komt een reflex tot stand, waarbij de lensscherpstelling automatisch gekoppeld wordt aan de kijkrichting van elk oog afzonderlijk. Dit wordt een reflexactie. Mogelijk, maar dit is omstreden, kunnen bijvoorbeeld kleine valongelukjes leiden tot builvorming welke gemakkelijk gepaard gaan met kneuzing van de oogkas. Kleine verschillen tussen de situatie voor en na de kneuzing leiden tot een iets andere instelling van de oogspieren voor de kijkrichting. De reflex wordt echter niet meer aangepast. Semibewuste correctie is wel mogelijk, maar leidt snel tot vermoeidheid en hoofdpijn.

## Fixatie disparatie onderzoek
Fixatie disparatie kan op verschillende manieren gemeten worden. Er zijn onderzoeksmethoden waarbij de fixatie disparatie dynamisch wordt gemeten en waarbij statisch wordt gemeten. Bij een dynamische onderzoeksmethode wordt fixatie disparatie veelal gemeten tijdens convergentie (naar de neus bewegen van de ogen bij bijvoorbeeld lezen) en divergentie (naar buiten bewegen van de ogen als we van het boek naar de TV kijken. Bij een statische onderzoeksmethode wordt alleen fixatie disparatie gemeten als de ogen stilstaan, bij recht vooruit kijken.

## Correctie
Het is mogelijk dat fixatie disparatie met een bril te behandelen is. Patiënten die er last van hebben kunnen geholpen worden met een bril met prismaglazen, eventueel in combinatie met oefeningen. Een afwijkende fixatie disparatie kan worden vastgesteld door een optometrist of Orthoptist.